# Grammy Award para melhor performance vocal masculina de R&B
Prêmio Gramy de Melhor Performance Masculina de Rhythm and blues (do inglês: Grammy Award para Best Female R&B Vocal Performance foi uma das categorias da Grammy Awards, concedido para os artistas masculinos de gravação de obras de qualidade nos álbuns do gênero musical "R&B contemporâneo". As várias categorias são apresentadas anualmente pela National Academy of Recording Arts and Sciences dos Estados Unidos em "honra da realização artística, proficiência técnica e excelência global na indústria da gravação, sem levar em conta as vendas de álbuns ou posições nas tabelas musicais".
Esta categoria já passou por várias mudanças de nome, em 1968 foi inicialmente Best R&B Solo Vocal Performance, Male, em 1969 mudou para Best R&B Performance, Male, e de 1995 até 2011 ficou conhecida como Best Male R&B Vocal Performance. O primeiro vencedor foi Ray Charles em 1967 pela canção "Crying Time". O vencedor mais recente foi Usher com "There Goes My Baby", em 2011. O cantor e compositor Stevie Wonder é o maior vencedor da categoria, somando 7 vitórias (duas delas consecutivas) e 16 indicações. Por sua vez, Luther Vandross é o segundo em número de vitórias (4) e também de indicações (15).
Em 2012, a categoria passou a designar-se por Best R&B Performance, unindo indicações de artistas masculinos e femininos, em meio às reformas da premiação.

## Vencedores e indicados
| Ano  | Artista              | Obra                                                       | Indicados | Ref. |
| ---- | -------------------- | ---------------------------------------------------------- | --- | ---- |

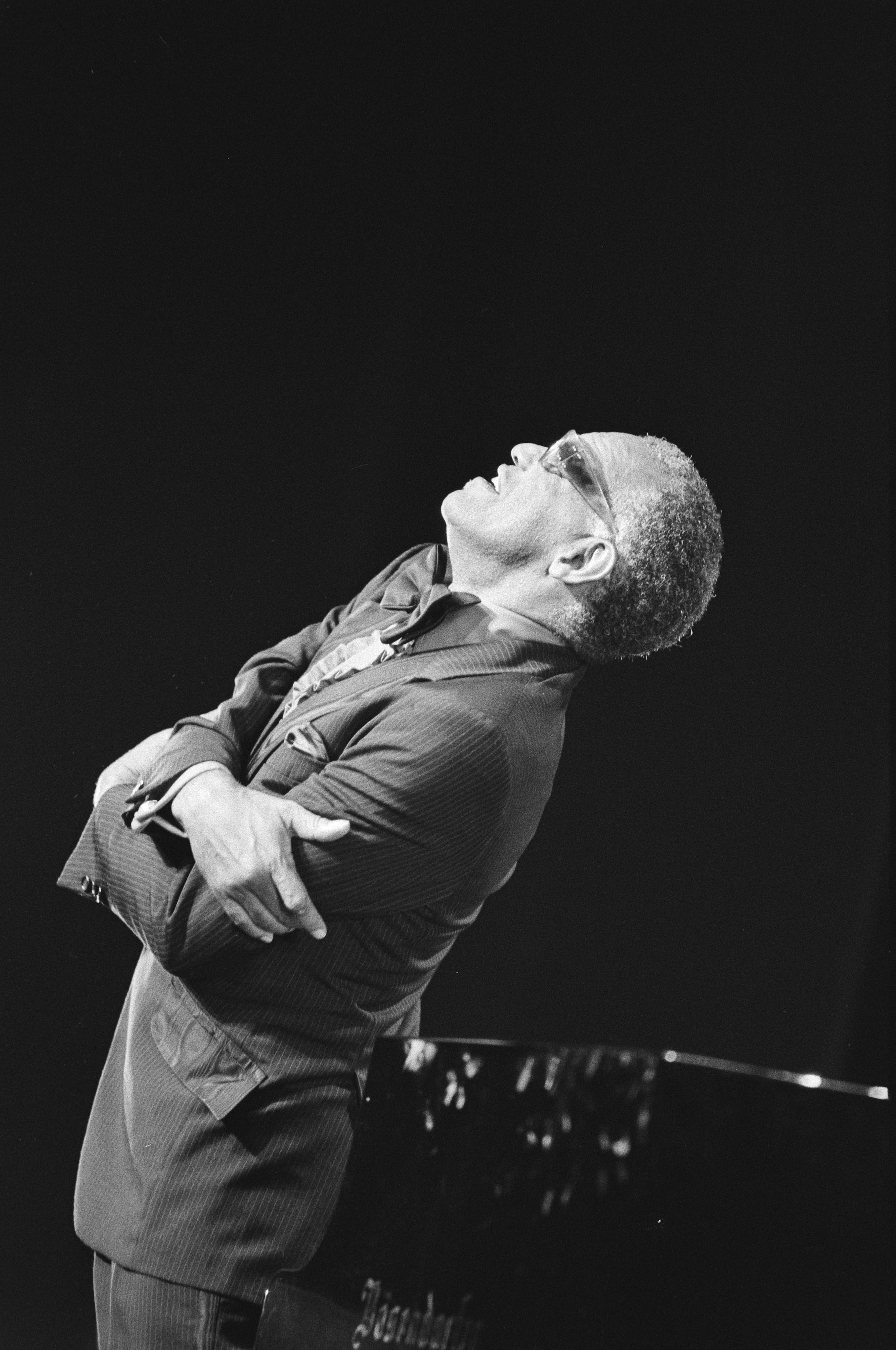
Ray Charles, o primeiro vencedor da categoria em 1967.

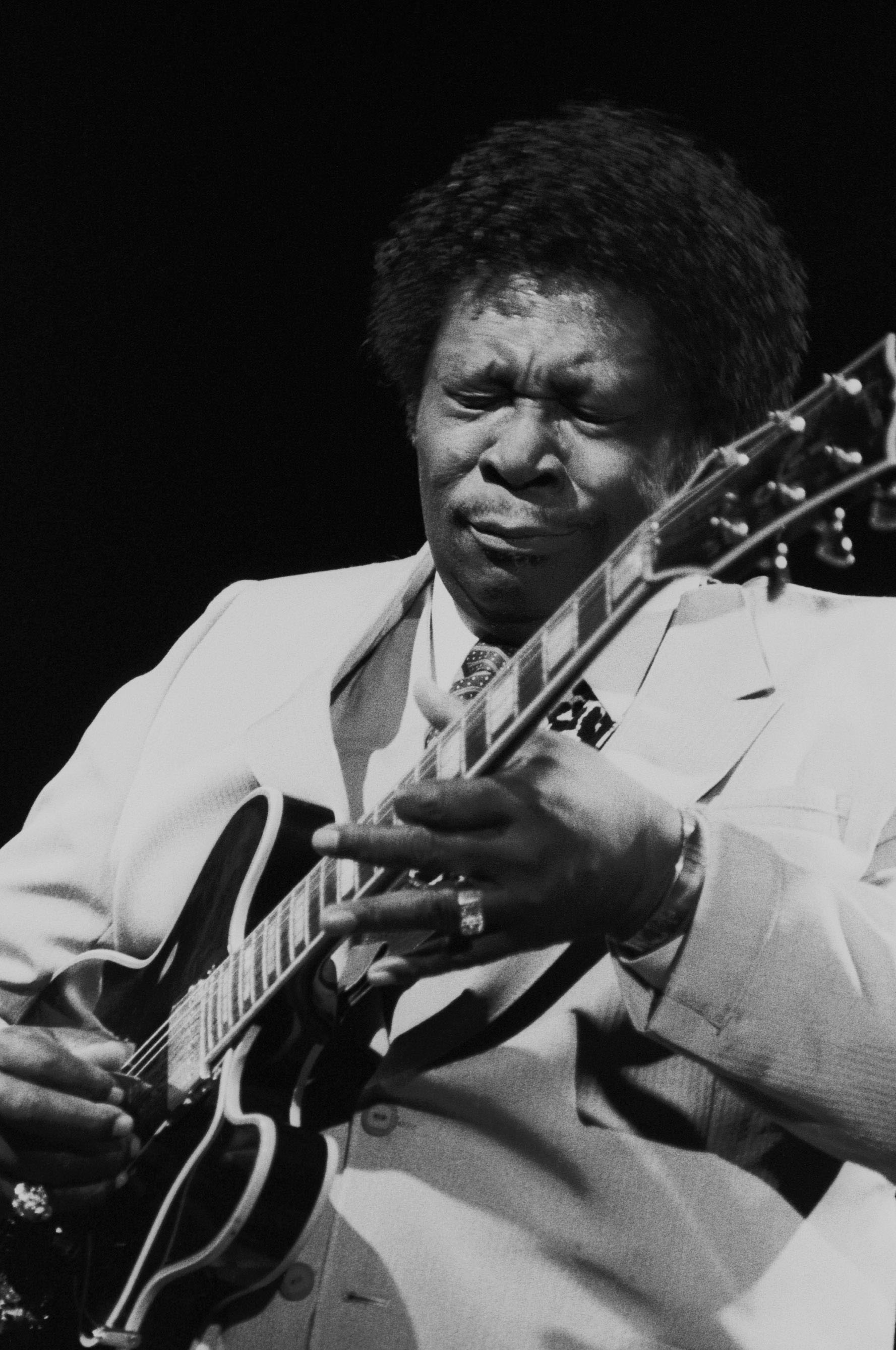
B.B. King, vencedor em 1971.

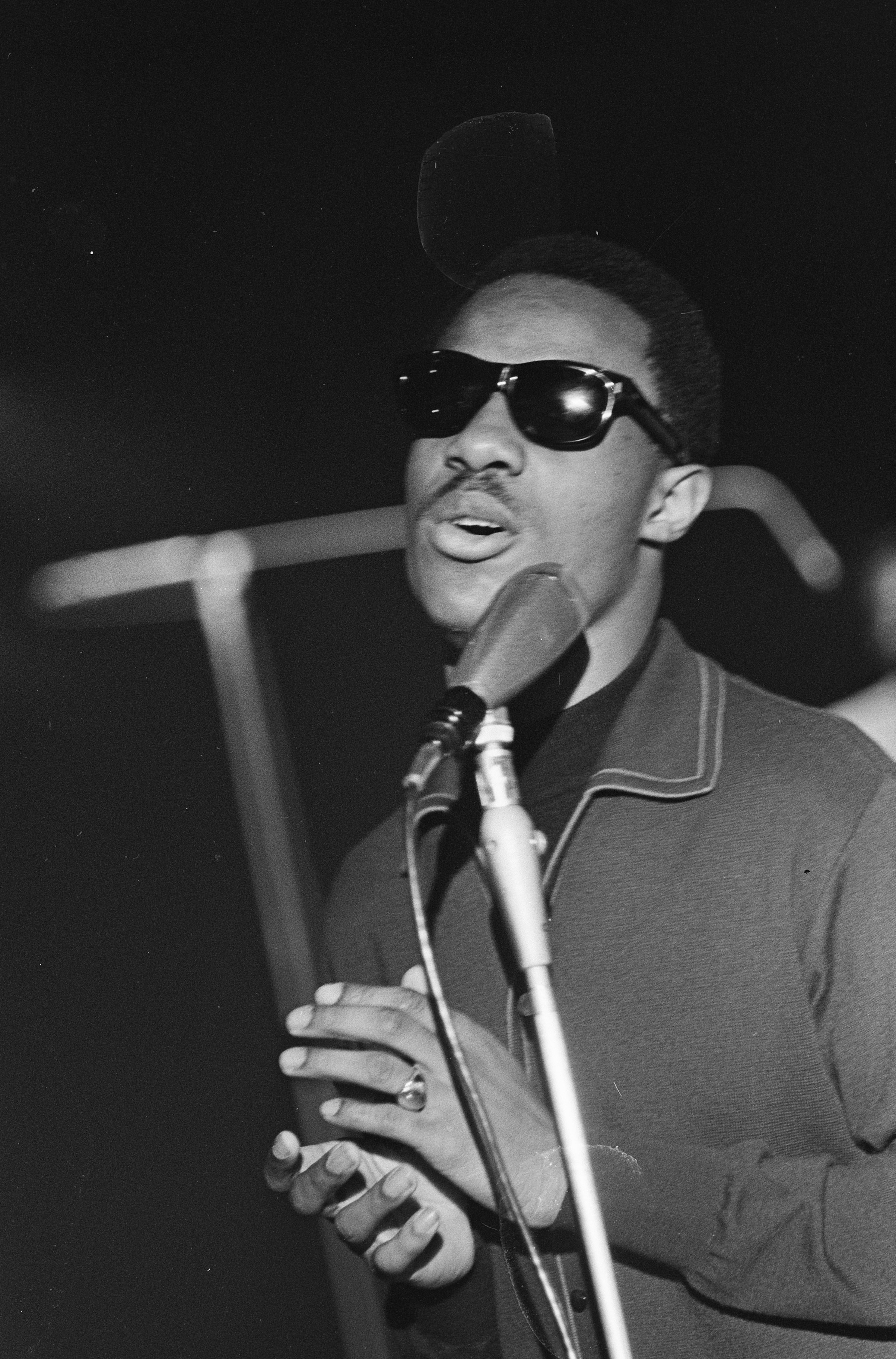
Stevie Wonder possui 7 vitórias, a primeira delas em 1974.

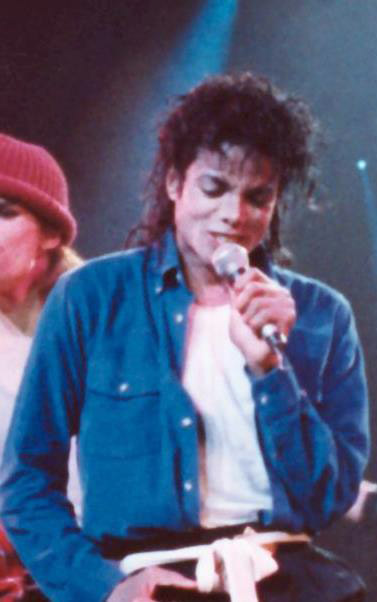
Michael Jackson, vencedor em 1980 e 1984.

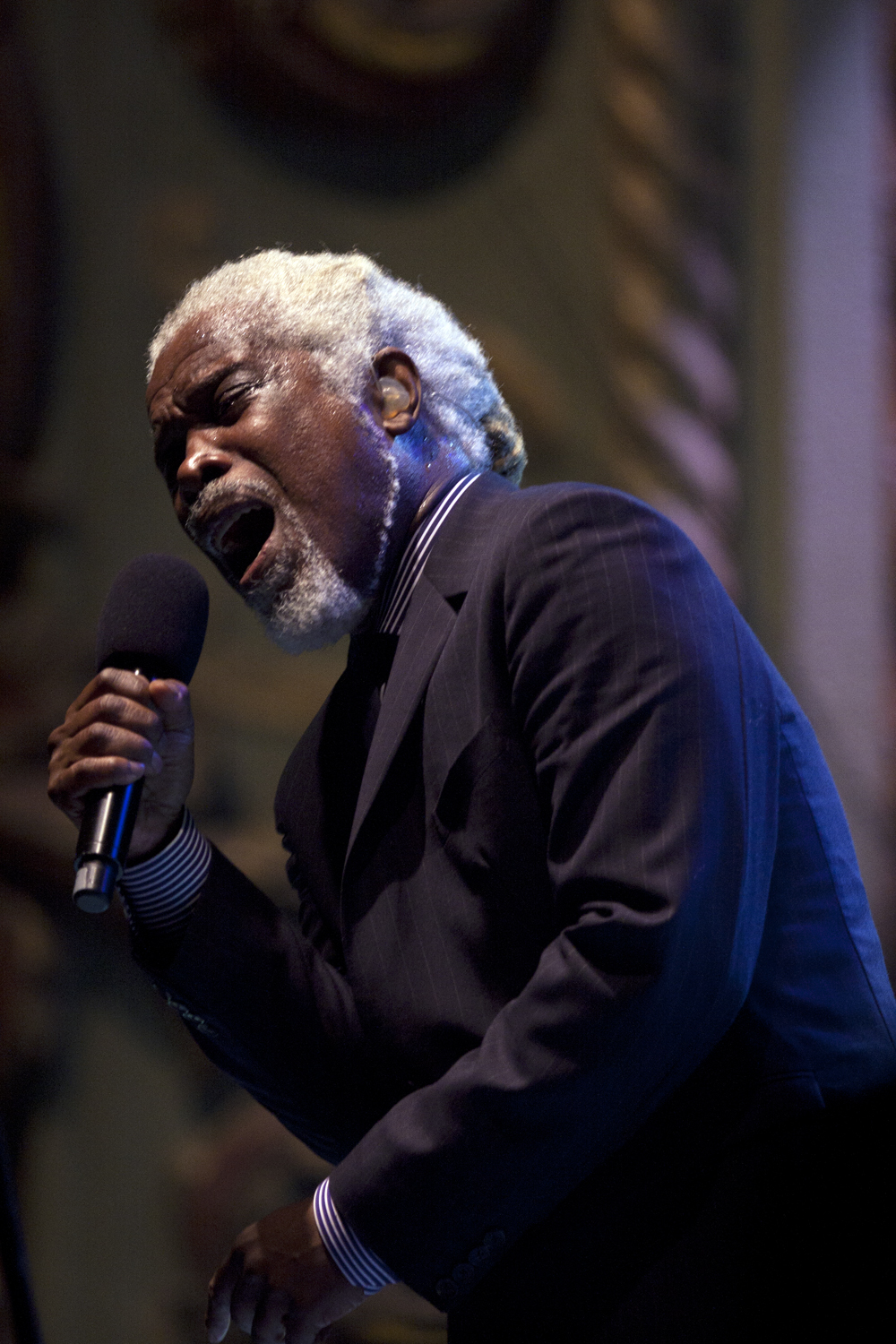
Billy Ocean, vencedor em 1985 e indicado em 1987.

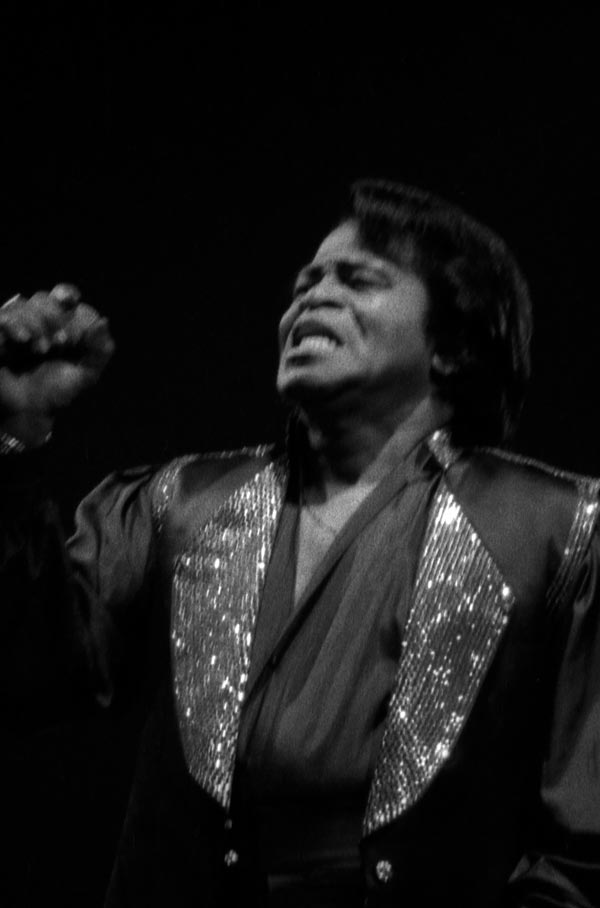
James Brown, vencedor em 1987.

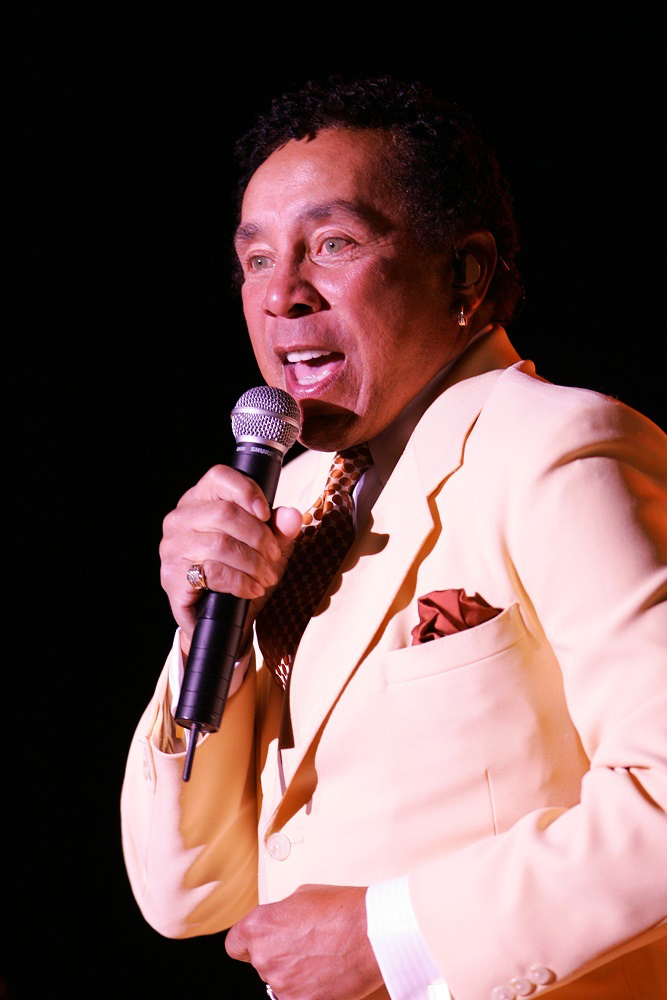
Smokey Robinson, vencedor em 1988.

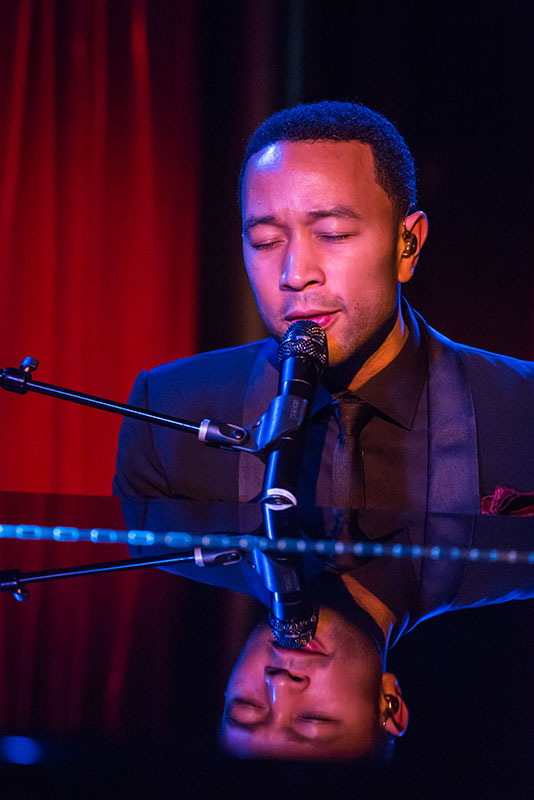
John Legend, vencedor em 2006 e 2007.

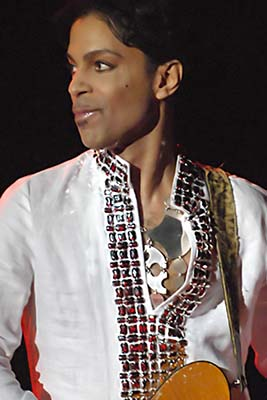
Prince, vencedor em 2005 e 2008.

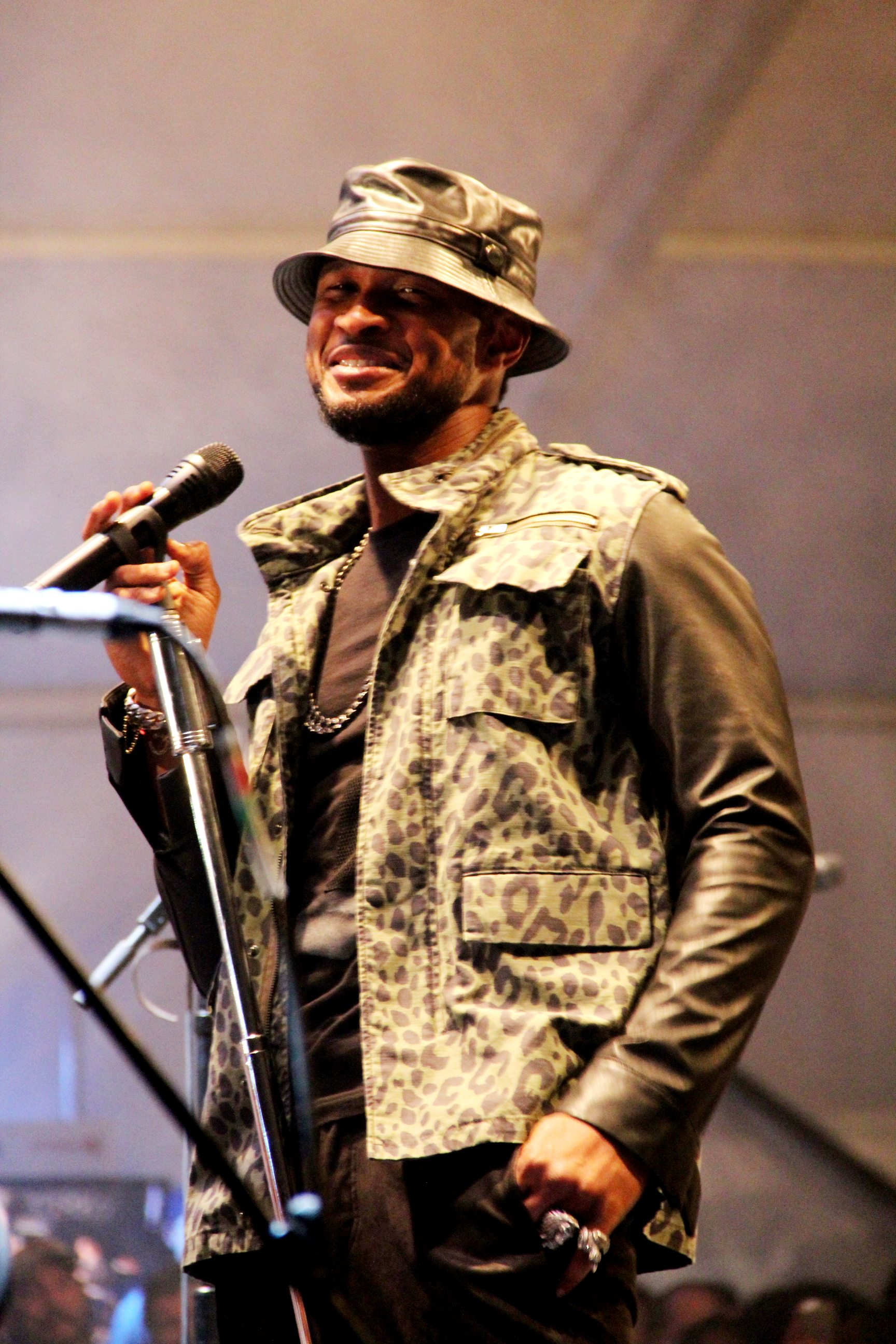
Usher, o último vencedor da categoria em 2011.

| 1985 | Billy Ocean          | "Caribbean Queen (No More Love on the Run)"                | - Don't Stop – Jeffrey Osborne - In the Name of Love – Bill Withers - It's Your Night – James Ingram - "The Woman In Red" – Stevie Wonder                                                               |      |
| 1986 | Stevie Wonder        | In Square Circle                                           | - Chinese Wall – Philip Bailey - High Crime – Al Jarreau - "The Night I Fell in Love" – Luther Vandross - "You Are My Lady" – Freddie Jackson                                                           |      |
| 1987 | James Brown          | "Living in America"                                        | - "Give Me The Reason" – Luther Vandross - Love Zone – Billy Ocean - "The Rain" – Oran "Juice" Jones - "Since I Fell For You" – Al Jarreau                                                              |      |
| 1988 | Smokey Robinson      | "Just to See Her"                                          | - Bad – Michael Jackson - "In The Midnight Hour" – Wilson Pickett - "Lies" – Jonathan Butler - "Skeletons" – Stevie Wonder                                                                              |      |
| 1989 | Terence Trent D'Arby | Introducing the Hardline According to Terence Trent D'Arby | - Any Love – Luther Vandross - Characters – Stevie Wonder - Joy – Teddy Pendergrass - "Nite and Day" – Al B. Sure!                                                                                      |      |
| 1990 | Bobby Brown          | "Every Little Step"                                        | - "Batdance" – Prince - "Heart's Horizon – Al Jarreau - "She Won't Talk to Me" – Luther Vandross - "We've Saved The Best For Last" – Smokey Robinson                                                    |      |
| 1991 | Luther Vandross      | "Here and Now"                                             | - Johnny Gill – Johnny Gill - "[[Misunderstanding" – Al B. Sure! - "[[Round and Round" – Tevin Campbell - "Whip Appeal" – Babyface}}                                                                    |      |
| 1992 | Luther Vandross      | "Power of Love/Love Power"                                 | - "Can You Stop the Rain" – Peabo Bryson - "Gotta Have You" – Stevie Wonder - "How Can You Mend A Broken Heart?" – Teddy Pendergrass - "Kissing You" – Keith Washington - "Love Over-Due" – James Brown |      |
| 1993 | Al Jarreau           | "Heaven and Earth"                                         | - "Humpin' Around" – Bobby Brown - "Jam" – Michael Jackson - "Lost in the Night" – Peabo Bryson - T.E.V.I.N. – Tevin Campbell                                                                           |      |
| 1994 | Ray Charles          | "A Song for You"                                           | - "Can We Talk" – Tevin Campbell - "For the Cool in You" – Babyface - "How Deep Is Your Love" – Luther Vandross - "Voodoo" – Teddy Pendergrass                                                          |      |
| 1995 | Babyface             | "When Can I See You"                                       | - "Always and Forever" – Luther Vandross - "I'm Ready" – Tevin Campbell - "Practice What You Preach" – Barry White - "Wait for the Magic" – Al Jarreau                                                  |      |
| 1996 | Stevie Wonder        | "For Your Love"                                            | - "Baby's Home" – Barry White - "Brown Sugar" – D'Angelo - "I Hate U" – Prince - "This Is How We Do It" – Montell Jordan                                                                                |      |
| 1997 | Luther Vandross      | "Your Secret Love"                                         | - "A Change Is Gonna Come" – Al Green - "Lady" – D'Angelo - "Like a Woman" – Tony Rich Project - "New World Order" – Curtis Mayfield                                                                    |      |
| 1998 | R. Kelly             | "I Believe I Can Fly"                                      | - "Back To Living Again" – Curtis Mayfield - "For You" – Kenny Lattimore - "When You Call On Me" – Luther Vandross - "You Make Me Wanna..." – Usher                                                     |      |
| 1999 | Stevie Wonder        | "St. Louis Blues"                                          | - "I Know" – Luther Vandross - "Maybe You" – Maxwell - "My Way" – Usher - "The Only One for Me" – Brian McKnight                                                                                        |      |
| 2000 | Barry White          | "Staying Power"                                            | - "Did You Ever Know" – Peabo Bryson - "Fortunate" – Maxwell - "Sweet Lady" – Tyrese - "When A Woman's Fed Up" – R. Kelly                                                                               |      |
| 2001 | D'Angelo             | "Untitled (How Does It Feel)"                              | - "I Wanna Know" – Joe - "I Wish" – R. Kelly - "Stay or Let It Go" – Brian McKnight - "Thong Song" – Sisqo                                                                                              |      |
| 2002 | Usher                | "U Remind Me"                                              | - "Lifetime" – Maxwell - "Love" – Musiq Soulchild - "Love of My Life" – Brian McKnight - "Missing You" – Case                                                                                           |      |
| 2003 | Usher                | "U Don't Have to Call"                                     | - "Halfcrazy" – Musiq Soulchild - "Let's Stay Home Tonight" – Joe - "Take a Message" – Remy Shand - "The World's Greatest" – R. Kelly                                                                   |      |
| 2004 | Luther Vandross      | "Dance with My Father"                                     | - "How You Gonna Act Like That" – Tyrese - "Shoulda, Woulda, Coulda" – Brian McKnight - "Step in the Name of Love" – R. Kelly - "Superstar" – Ruben Studdard                                            |      |
| 2005 | Prince               | "Call My Name"                                             | - "Burn" – Usher - "Charlene" – Anthony Hamilton - "Happy People" – R. Kelly - "What We Do Here" – Brian McKnight                                                                                       |      |
| 2006 | John Legend          | "Ordinary People"                                          | - "Creepin'" – Jamie Foxx - "Let Me Love You" – Mario - "So What the Fuss" – Stevie Wonder - "Superstar" – Usher                                                                                        |      |
| 2007 | John Legend          | "Heaven"                                                   | - "Black Sweat" – Prince - "Got You Home" – Luther Vandross - "I Call It Love" – Lionel Richie - "So Sick" – Ne-Yo                                                                                      |      |
| 2008 | Prince               | "Future Baby Mama"                                         | - "Because of You" – Ne-Yo - "B.U.D.D.Y." – Musiq Soulchild - "Please Don't Go" – Tank - "Woman" – Raheem DeVaughn                                                                                      |      |
| 2009 | Ne-Yo                | "Miss Independent"                                         | - "Can't Help but Wait" – Trey Songz - "Here I Stand" – Usher - "Take You Down" – Chris Brown - "You're the Only One" – Eric Benét                                                                      |      |
| 2010 | Maxwell              | "Pretty Wings"                                             | - "The Point Of It All" – Anthony Hamilton - "SoBeautiful" – Musiq Soulchild - "There Goes My Baby" – Charlie Wilson - "Under" – Pleasure P                                                             |      |
| 2011 | Usher                | "There Goes My Baby"                                       | - "Finding My Way Back" – Jaheim - "Second Chance" – El DeBarge - "We're Still Friends" – Musiq Soulchild - "Why Would You Stay" – Kem                                                                  |      |

## Ligações Externas
- «Página oficial» (em inglês)